# Speed of Sound (Anvil)
Speed of Sound è il nono album in studio del gruppo heavy metal canadese Anvil, pubblicato nel 1999.

## Tracce
1. Speed of Sound – 3:43
2. Blood in the Playground – 3:39
3. Deadbeat Dad – 3:55
4. Man Over Broad – 2:35
5. No Evil – 5:29
6. Bullshit – 3:25
7. Mattress Mambo – 5:23
8. Secret Agent – 3:54
9. Life to Lead – 4:05
10. Park That Truck – 3:32

## Formazione
- Steve "Lips" Kudlow - voce, chitarra
- Ivan Hurd - chitarra
- Glenn Gyorffy - basso
- Robb Reiner - batteria